# Shafik Batambuze
Shafik Batambuze (ur. 17 marca lub 14 czerwca 1994 w Jinjy) – ugandyjski piłkarz występujący na pozycji lewego obrońcy bądź pomocnika.

## Kariera klubowa
Batambuze karierę rozpoczynał w lokalnych klubach z Ugandy. W 2011 roku z klubem Simba Lugazi zdobył Puchar Ugandy. Na początku 2012 roku trafił do beniaminka Kenyan Premier League, Muhoroni Youth, by po pół roku powrócić do ojczyzny i grać w Villa SC. Z klubem tym zajął czwarte miejsce w Ugandyjskiej Super League. Na początku 2013 roku znów wyjechał do Kenii, gdzie grał w Western Stima Kakamega, Sofapaka Nairobi, a od początku 2016 występuje w Tusker Nairobi, z którym podpisał dwuletni kontrakt. Już w pierwszym sezonie gry w tym klubie wywalczył mistrzostwo Kenii. Następnie grał w Singda United i Gor Mahia.

## Kariera reprezentacyjna
W reprezentacji Ugandy zadebiutował 8 listopada 2016 roku w przegranym 0:1 meczu z Zambią. 30 listopada znalazł się w szerokiej kadrze na Puchar Narodów Afryki 2017. 4 stycznia 2017 selekcjoner Milutin Sredojević powołał ostateczną reprezentację na turniej o mistrzostwo Afryki, w której znalazł miejsce dla Batambuze.

## Życie prywatne
Większość źródeł (w tym jego klub, Tusker Nairobi) podaje, iż Batambuze urodził się 14 czerwca 1994 roku. Do Pucharu Narodów Afryki 2017 jednakże został zgłoszony z datą urodzenia 17 marca 1994.
Shafik Batambuze jest synem Iddiego Batambuze, byłego reprezentanta Ugandy i czterokrotnego mistrza kraju w barwach Villa SC.
Batambuze deklaruje, że wzoruje się na Davidzie Alabie, piłkarzu Bayernu Monachium i reprezentacji Austrii.